# メントーネ
メントーネ(Mentone)は、テキサス州ラヴィング郡の唯一の町で、郡庁所在地である。2010年の国勢調査での人口は19人で、郡の人口の82人のおよそ四分の一を占めている。

## 地理
メントーネは、オデッサから西に120キロ(75マイル)、標高818メートル(2684フィート)に位置している。

## 歴史
1931年に設立され、1933年に人口は600人でピークを迎えたが、以後減少し続けている。1990年の調査によると、50人が住んでいた。
1893年から1905年まで、現在のメントーネの南方に旧メントーネがあったが、放棄されている。